# Aspila tergemina
Aspila tergemina là một loài bướm đêm trong họ Noctuidae.